# ハード・トゥ・キル
『ハード・トゥ・キル』（Hard To Kill）は、1990年公開のスティーヴン・セガール主演のアメリカ合衆国のアクション映画。

## あらすじ
ある上院議員の殺人依頼現場を撮影した刑事メイソン・ストーム。
それを知った議員は、すぐさまメイソンを殺しにかかり、追っ手を彼の家に差し向ける。息子はなんとか逃げ延びたものの、妻は殺され、メイソンも全身に銃弾を浴びる。メイソン自身は一命をとりとめ、奇跡的に生還したものの、意識が戻らないまま、7年の時が流れた。
そして、意識を取り戻したメイソンは、妻を殺した者達への復讐を誓う。

## キャスト
| 役名                                   | 俳優                         | 日本語吹替                                    | 日本語吹替                                     |
| 役名                                   | 俳優                         | ソフト版                                      | テレビ朝日版                                   |
| -------------------------------------- | ---------------------------- | --------------------------------------------- | ---------------------------------------------- |
| メイソン・ストーム刑事                 | スティーヴン・セガール       | 宇崎竜童                                      | 大塚明夫                                       |
| アンディ・ステュアート                 | ケリー・ルブロック           | 戸田恵子                                      | 戸田恵子                                       |
| ヴァーノン・トレント上院議員           | ウィリアム・サドラー         | 朝戸鉄也                                      | 有川博                                         |
| ケヴィン・オマーリー                   | フレデリック・コフィン       | 阪脩                                          | 内海賢二                                       |
| フェリシア・ストーム                   | ボニー・バロウズ             | 滝沢久美子                                    | 佐々木優子                                     |
| ダン・ハランド警部                     | アンドリュー・ブロック       | 広瀬正志                                      | 納谷六朗                                       |
| マックス・クェンテロ                   | ブランスコム・リッチモンド   | 笹岡繁蔵                                      | 秋元羊介                                       |
| ジャック・アクセル                     | チャールズ・ボスウェル       | 城山堅                                        | 千田光男                                       |
| カール・ベッカー                       | ルー・ベイティ・Jr           | 城山堅                                        | 小島敏彦                                       |
| ソニー・ストーム（12歳）               | ザッカリー・ローゼンクランツ | 山田栄子                                      | 浦野裕介                                       |
| ソニー・ストーム（5歳）                | ジェフリー・バラ             | 山田栄子                                      | 川田妙子                                       |
| 店長                                   | スタンリー・ブロック         | 城山堅                                        | 峰恵研                                         |
| ダニー                                 | エヴァン・ジェームズ         | 山下啓介                                      | 牛山茂                                         |
| ショットガンを持ったチンピラ           | トーマス・トルヒーヨ         | 小野健一                                      | 藤原啓治                                       |
| ナイフを持ったチンピラ                 | ロバート・ラサード           | 西川幾雄                                      | 小室正幸                                       |
| マーサ・コー                           | フランチェスカ・P・ロバーツ  |                                               | 喜田あゆ美                                     |
| ノーラン                               | ジェームズ・ディステファーノ | 小野健一                                      | 金尾哲夫                                       |
| グッドハート巡査部長                   | ディーン・ノリス             | 笹岡繁蔵                                      | 池田勝                                         |
| 警備員のラス                           | バディ・ジョー・フッカー     | 峰恵研                                        | 田原アルノ                                     |
| ヘンリエッタ・ウェイド（オマリーの母） | バーバラ・タウンゼント       | 滝沢久美子                                    | 京田尚子                                       |
| マーサの部屋の隣人                     | カルロス・ゴメス             | 小野健一                                      | 星野充昭                                       |
| 警察の指揮官                           | アーニー・ライブリー         | 峰恵研                                        | 峰恵研                                         |
| 役不明またはその他                     |                              | 藤生聖子 吉田美保 藤城裕士                    | 沢海陽子 石野竜三 叶木翔子 さとうあい 引田有美 |
|                                        |                              |                                               |                                                |
| 演出                                   |                              | 田島荘三                                      | 佐藤敏夫                                       |
| 翻訳                                   | 岡枝慎二（字幕翻訳）         | 中川千尋                                      | 平田勝茂                                       |
| 調整                                   |                              |                                               | 田中和成                                       |
| 録音                                   |                              | トランスグローバルスタジオ 東京テレビセンター | オムニバス・ジャパン                           |
| 効果                                   |                              |                                               | リレーション                                   |
| 監修                                   |                              | 大野隆一                                      |                                                |
| プロデューサー                         |                              | 小川政弘                                      |                                                |
| 制作                                   |                              | ワーナー・ホーム・ビデオ トランスグローバル   | 東北新社                                       |
| 初回放送                               |                              |                                               | 1994年2月6日 『日曜洋画劇場』                  |

## スタッフ
- 監督：ブルース・マルムース
- 脚本：スティーブン・マッケイ

## その他
- セガールはこの作品で共演したケリー・ルブロックと1987年9月5日に結婚するが、1996年に離婚している。
- 主人公、メイソン・ストームの息子の名前は本来サニーもしくはソニー（Sonny Storm）であるが、テレビ朝日版の日本語吹き替えでは「トニー」としている。ただし、部屋の扉には“SONNY'S ROOM”と書かれた紙が貼られている。